# Mike Banner
Mike Banner (ur. 20 października 1984 w Waszyngtonie) – amerykański piłkarz grający na pozycji pomocnika.

## Kariera klubowa
Banner grał w uniwersyteckich drużynach: Georgetown Hoyas i Southern Illinois Cougars. Za pośrednictwem MLS SuperDraft 2007 przeszedł do Chicago Fire. W drafcie zajął 34. miejsce.